# Stazione di Arzachena
La stazione di Arzachena è una stazione ferroviaria situata nel comune di Arzachena lungo la ferrovia Sassari-Tempio-Palau, utilizzata esclusivamente per i servizi turistici legati al Trenino Verde.

## Storia

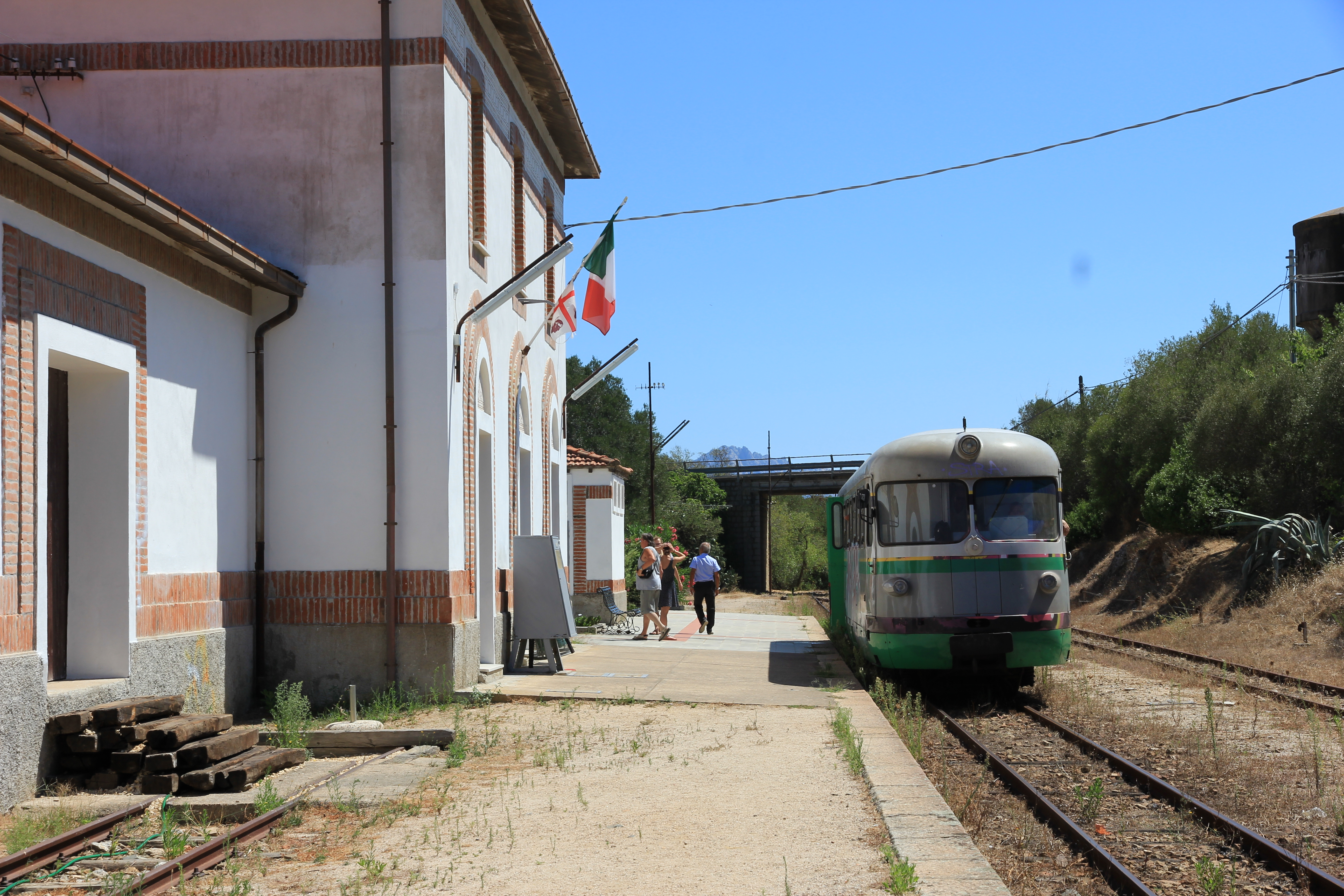
La stazione dal 1997 è impiegata esclusivamente per il traffico turistico legato al Trenino Verde

Le origini della stazione si ricollegano a quelle della ferrovia tra Sassari e Palau: entrambe furono infatti realizzate tra la fine degli anni venti e i primi anni trenta del Novecento dalla Ferrovie Settentrionali Sarde, società che ebbe la concessione della linea ferroviaria e che dell'impianto fu il primo gestore. La data di inaugurazione della stazione coincise con quella dell'apertura dell'ultima parte della ferrovia da cui sarebbe stata servita, tra Luras e Monti, avvenuta il 18 gennaio 1932. La gestione di linea e impianto passò successivamente alle Strade Ferrate Sarde nel 1933, e da queste alle Ferrovie della Sardegna nel 1989.
Lo scalo venne utilizzato per i servizi di trasporto pubblico sino al 16 giugno 1997, data in cui il tronco tra Nulvi e Palau della linea, comprendente la stazione, venne chiuso al traffico ordinario restando attivo esclusivamente per i servizi turistici del Trenino Verde. Dal 2010 l'impianto è gestito dall'ARST; a partire dal 2016 parte del fabbricato viaggiatori ospita anche un museo archeologico.

## Strutture e impianti

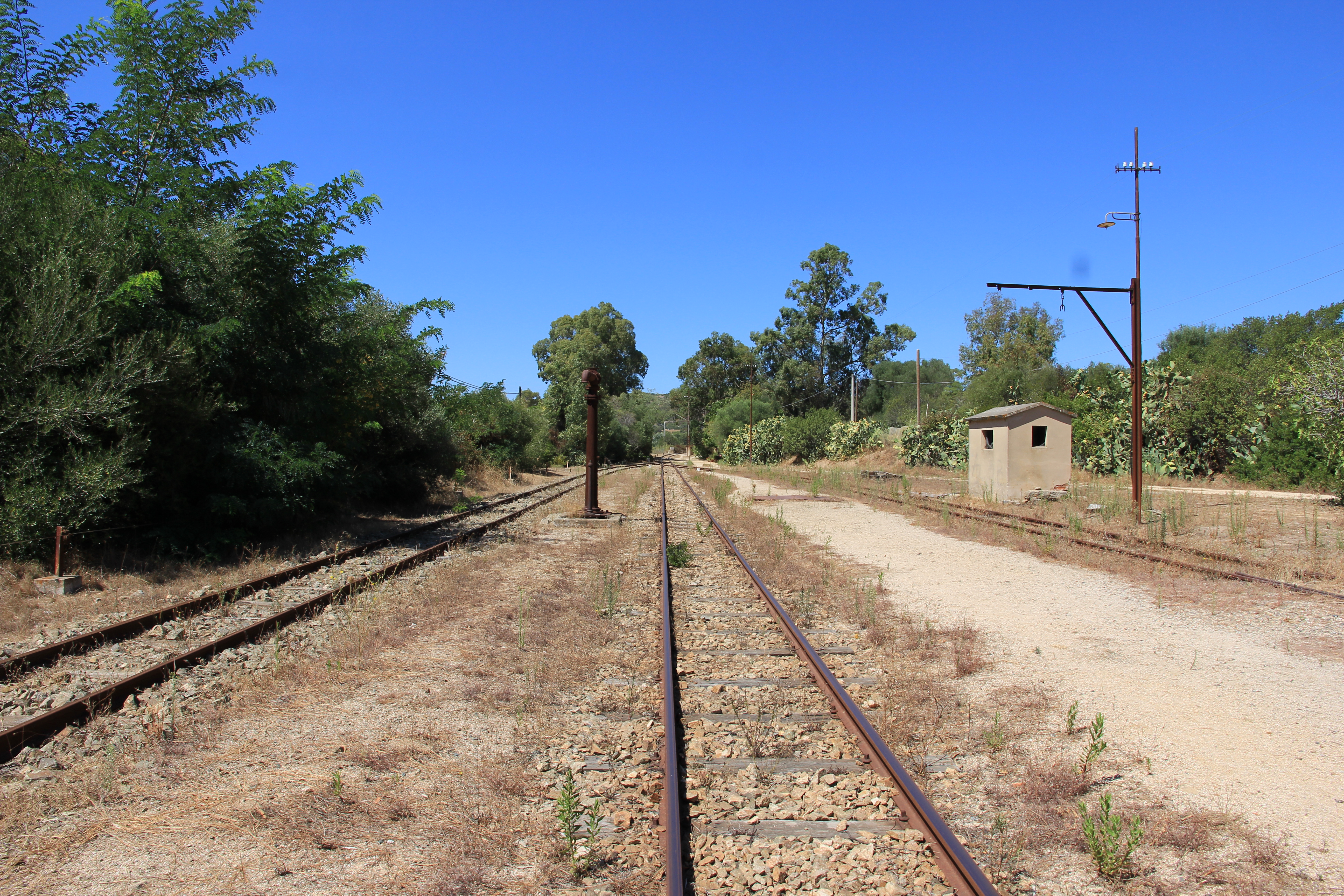
I binari dell'impianto visti in direzione Palau: al centro quello di corsa, a sinistra quello di incrocio e a destra il tronchino merci

La stazione si trova nella periferia ovest di Arzachena nei pressi della strada provinciale 115 ed ha caratteristiche di scalo passante. Nell'impianto sono presenti complessivamente tre binari a scartamento da 950 mm, di cui il primo di corsa ed il secondo passante attrezzati per la ricezione di treni passeggeri e dotati ognuno di una propria banchina.
Un terzo binario si distacca dal primo in direzione Sassari e termina tronco nell'area dello scalo merci della stazione (dismesso), affiancandone il piano caricatore ed il vicino magazzino. L'infrastruttura si completa con una pesa carri con annesso locale per il personale addetto alle rilevazioni.
Seguendo uno schema comune a molte stazioni delle linee a scartamento ridotto sarde il magazzino merci è adiacente al fabbricato viaggiatori dello scalo: quest'ultimo è un edificio a due piani con pianta rettangolare, avente tetto a falde in laterizi e tre ingressi sui lati maggiori, caratterizzato come gli altri fabbricati di stazione da una serie di archi e cornici in mattoncini rossi che contornano gli infissi del piano terra, circoscrivendo l'edificio in tutto il perimetro. Parte della struttura è in uso anche per fini extraferroviari, ospitando un'esposizione museale.
In un ulteriore costruzione sono dislocate le ritirate dell'impianto.

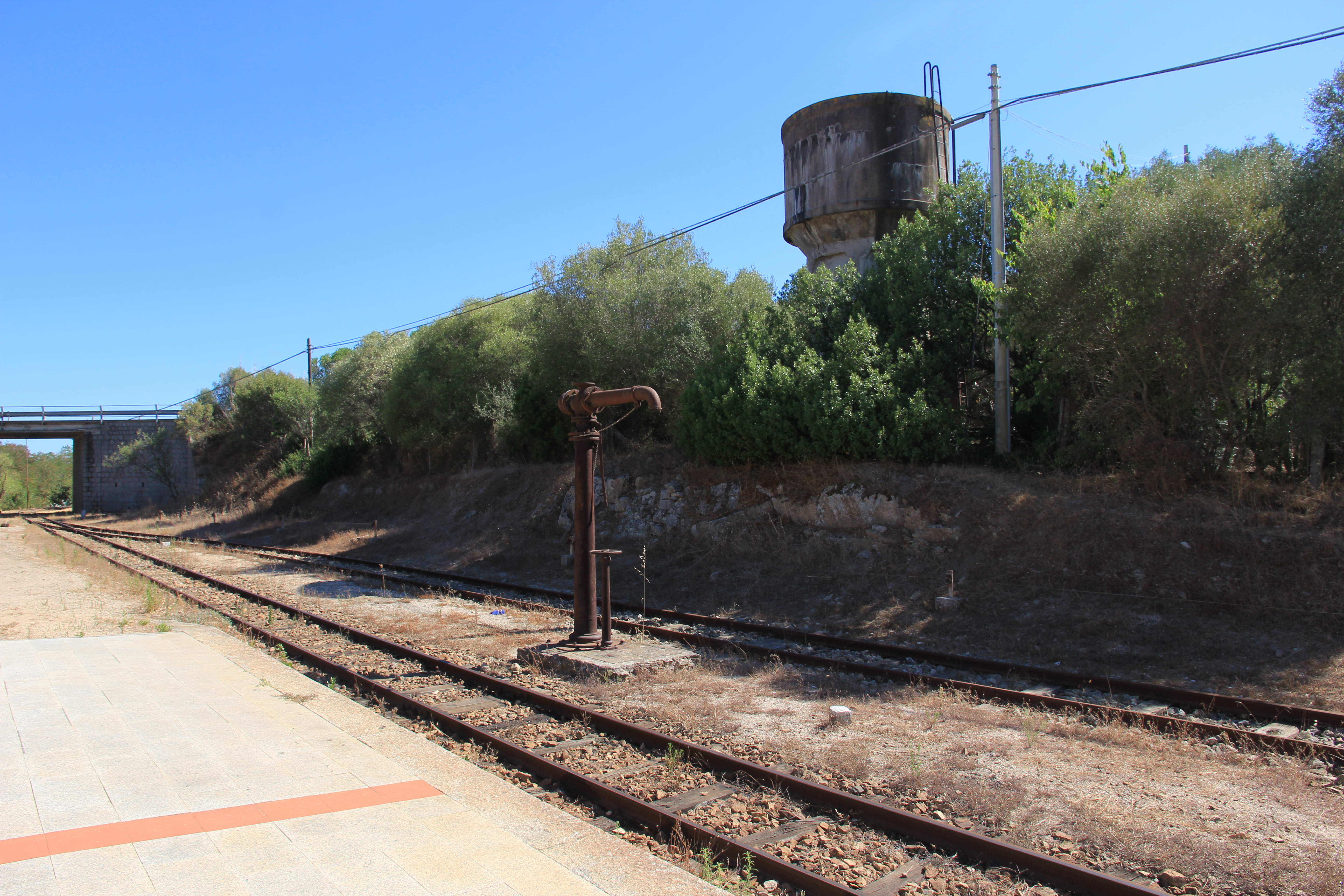
Uno dei rifornitori idrici della stazione con sullo sfondo la torre dell'acqua a cui è collegato

La stazione dal punto di vista ferroviario è impresenziata e comprende inoltre una torre dell'acqua, a cui attingono due rifornitori posti tra i binari principali dello scalo.

## Movimento
Servita in passato dai treni per il servizio di trasporto pubblico delle varie concessionarie ferroviarie che hanno gestito la linea, la stazione dal giugno 1997 è utilizzata esclusivamente per le relazioni turistiche del Trenino Verde, effettuate a partire dal 2010 a cura dell'ARST. L'attività ferroviaria prevede una serie di collegamenti a calendario tra la primavera e l'inizio dell'autunno, a cui si aggiungono eventuali convogli noleggiati dalle comitive di turisti durante tutto l'anno.

## Servizi

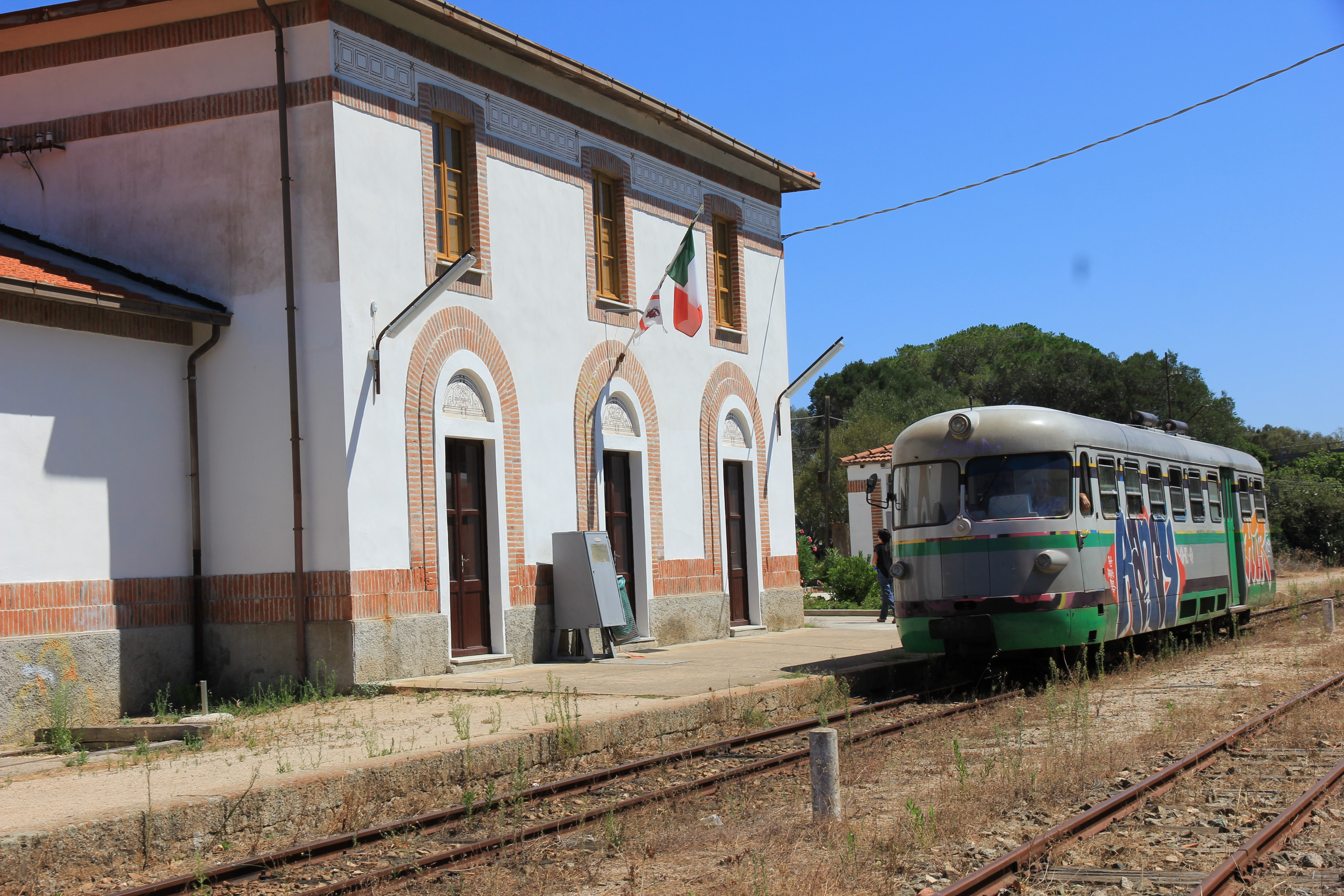
Automotrice ADm dinanzi al fabbricato viaggiatori, ospitante una biglietteria del Trenino Verde

Nella stazione sono presenti una sala d'attesa ed i servizi igienici, inoltre è presente una biglietteria del Trenino Verde, attiva nel periodo in cui vengono espletate le corse a calendario.
- Biglietteria a sportello
- Sala d'attesa
- Servizi igienici